# Theodorus I Calliopas
Theodorus I Calliopas was tweemaal exarch van Ravenna, de eerste maal van 643 tot 645 en een tweede maal van 653 tot ca.666.

## Context
Theodorus werd tijdelijk aangesteld als exarch na de dood van zijn voorganger Isaac tot er een nieuwe exarch werd gevonden. Toen de exarch Olympius het te bont maakte, werd hij opnieuw aangesteld.
Zijn eerste taak was Paus Martinus I vervangen door een ander paus, daarna sloot hij vrede met de nieuwe Longobardische koning Aripert I (653-661).
Rond 660 begon de Byzantijnse keizer Constans II Pogonatos zijn Italiaanse campagne. In 663 bezocht hij Rome en liet niet na de stad te plunderen, daarna vertrok hij naar Syracuse op Sicilië, dat hij tot zijn permanente hoofdkwartier wilde maken.
Vermoedelijk stierf Theodorus I Calliopas in het jaar 666, hij werd op gevolgd door Gregorius. De aartsbisschop van Ravenna Mauro maakte van de situatie gebruik om het aartsbisdom Ravenna af te scheuren van het bisdom Rome.